# Nagyfoltú hangyaboglárka
A nagyfoltú hangyaboglárka (Maculinea arion, Phengaris arion), más neveken: nagyszemes boglárka, sokpettyes boglárka, pontozott azúrkék hangyaboglárka, nagypettyes hangyaboglárka a lepkék (Lepidoptera) rendjébe, a boglárkalepkék (Lycaenidae) családjába, a hangyaboglárkák (Maculinea) nemébe tartozó faj.
Taxonómiai helyzete jelenleg még nem teljesen tisztázott. 
Úgy tűnik, a faj imágóinak két típusa létezik, (kétalakú fajként él a köztudatban is), melyeknek színe, rajzási ideje, valamint a nőstények peterakási szokásai eltérnek. 
Az egyik, a korai alak, tavasszal, és kora nyáron repül, alapszíne sötétkék, a fonák oldalon szürke, a nőstényei általában kakukkfűfélékre helyezik petéiket, míg a másik típus a nyár közepén repül, alapszíne világosabb, ragyogó azúrkék, a fonák oldalon fehér, vagy világosszürke, ezek nőstényei pedig a szurokfűfélékre rakják petéiket. 
A két típus akár ugyanazon az élőhelyen, egymás mellett is élhet.

## Előfordulása
A Pireneusoktól a Csendes-óceánig, északon a Brit-szigetek, valamint Skandinávia, délen Törökország és a Kaukázus.
Magyarországon az Alföld kivételével sok helyen megtalálható volt, különösen Budapest környékén és az Északi-középhegységben. Mára már csak kis populációi élnek a középhegységben és a dombvidékeken, valamint teljesen izoláltan a Beregi-síkon, a barabási Kaszonyi-hegyen.
Vélhetően erős, hazai populációk találhatóak a Bakonyban, a Bükkben, Mecsekben, valamint kiemelt jelentőségű állomány a Kishartyáni Kőlyukban.
Van ahonnan viszont már teljesen eltűnt (pl. gyöngyösi Sár-hegy, Baskó).

## Élőhelye
Déli fekvésű domb- és hegyoldalak dolomit és mészköves sztyeppvidékein, rövidfüves, meleg legelőkön, erdei utak rézsűin, magashegységi sziklalejtőkön, ahol tápnövényeit is megtalálja él.
A hegyekben 2.600 m-ig található meg.

## Gyakorisága
Korábbi élőhelyein sem gyakori már az intenzív gyűjtése, élőhelyeinek eltűnése (beépítések, a legeltető állattartás megszűnésével a nem használt rétek beerdősülése) miatt, valamint mert léte, szaporodása szorosan összefügg tápnövényétől, és meghatározott hangyafajának jelenlététől.
Nagy-Britanniából 1979-re kipusztult, igaz Svédországból hozott példányokkal sikerült visszatelepíteni, de rendkívül ritka fajnak számít ott is, fokozott védelmet élvez.
Helyzetük nem csupán Nagy-Britanniában aggasztó, az utóbbi évtizedekben számuk Európa szerte is drasztikus csökkenést mutat, főként a fejlett mezőgazdasággal rendelkező nyugat-európai országokban, mint például Hollandia.
Magyarországon az összes hangyaboglárka közül ennél a fajnál tapasztalták a legdrasztikusabb állománycsökkenést.

## Megjelenése

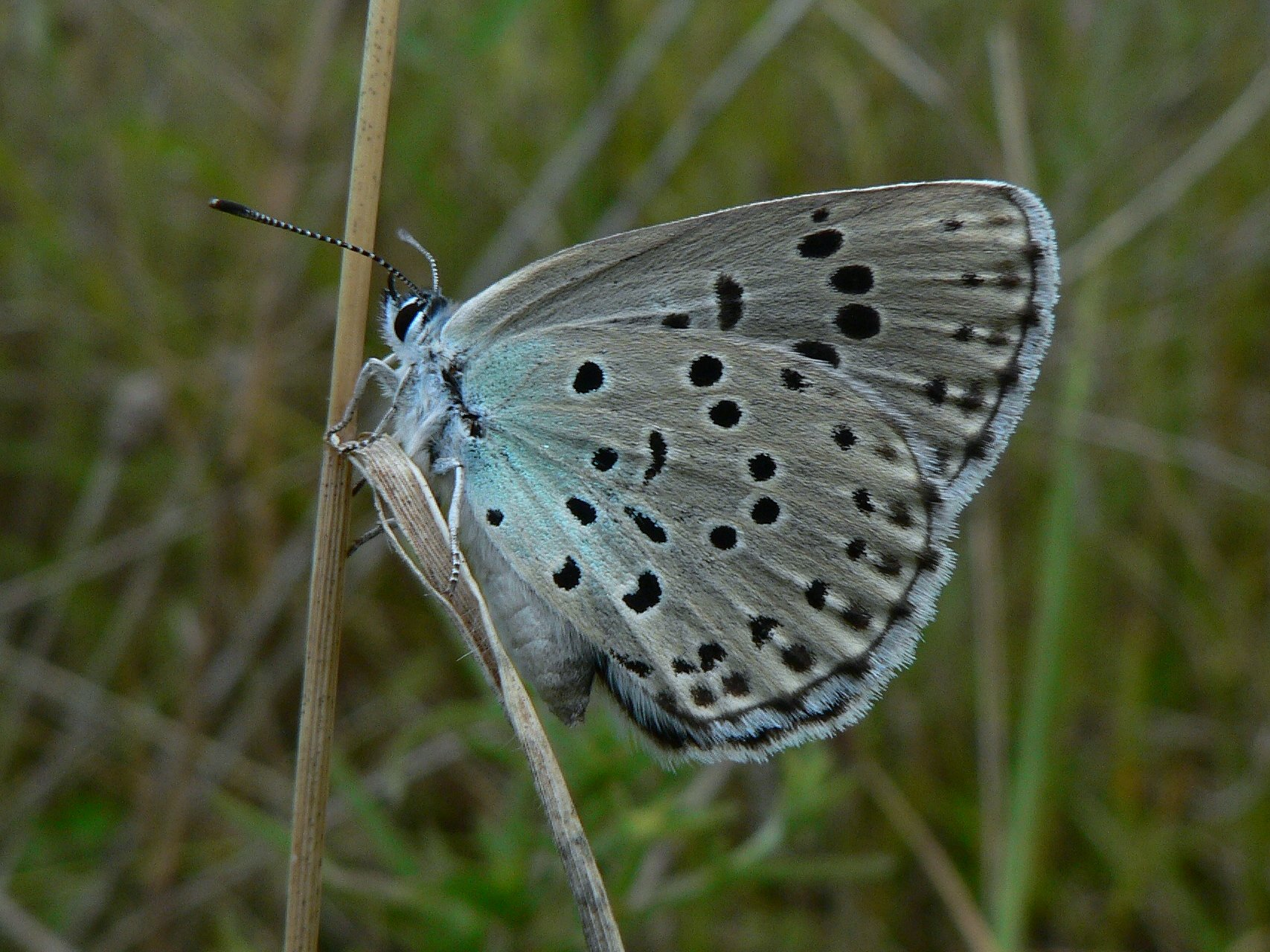

A nőstények 42-52-, a hímek 38-48 mm nagyságúak.
Mindkét ivar alapszíne kék, ami a világostól a sötétkékig terjed. A hímek általában színesebbek, mint a nőstények. 

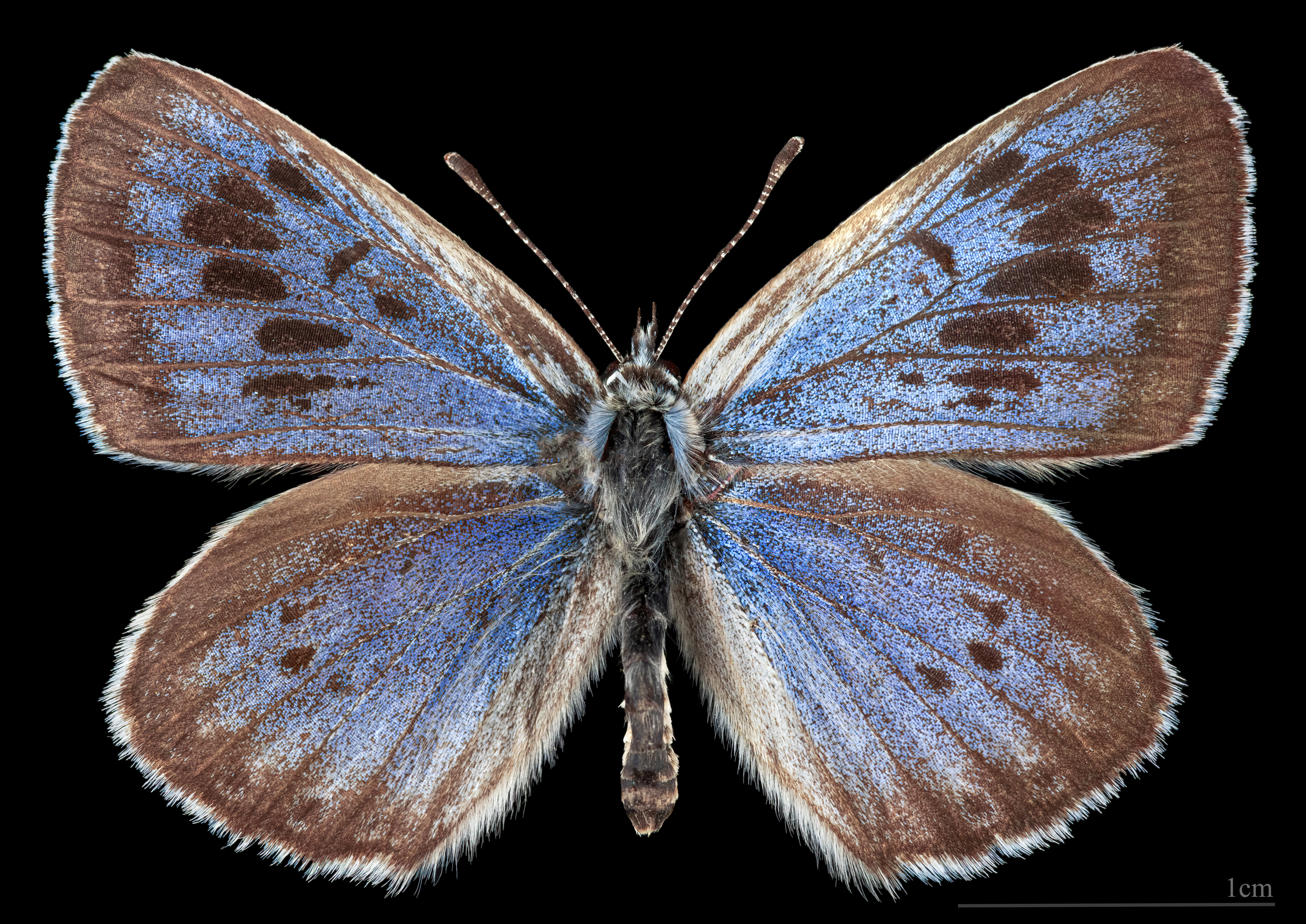
Phengaris arion ♂
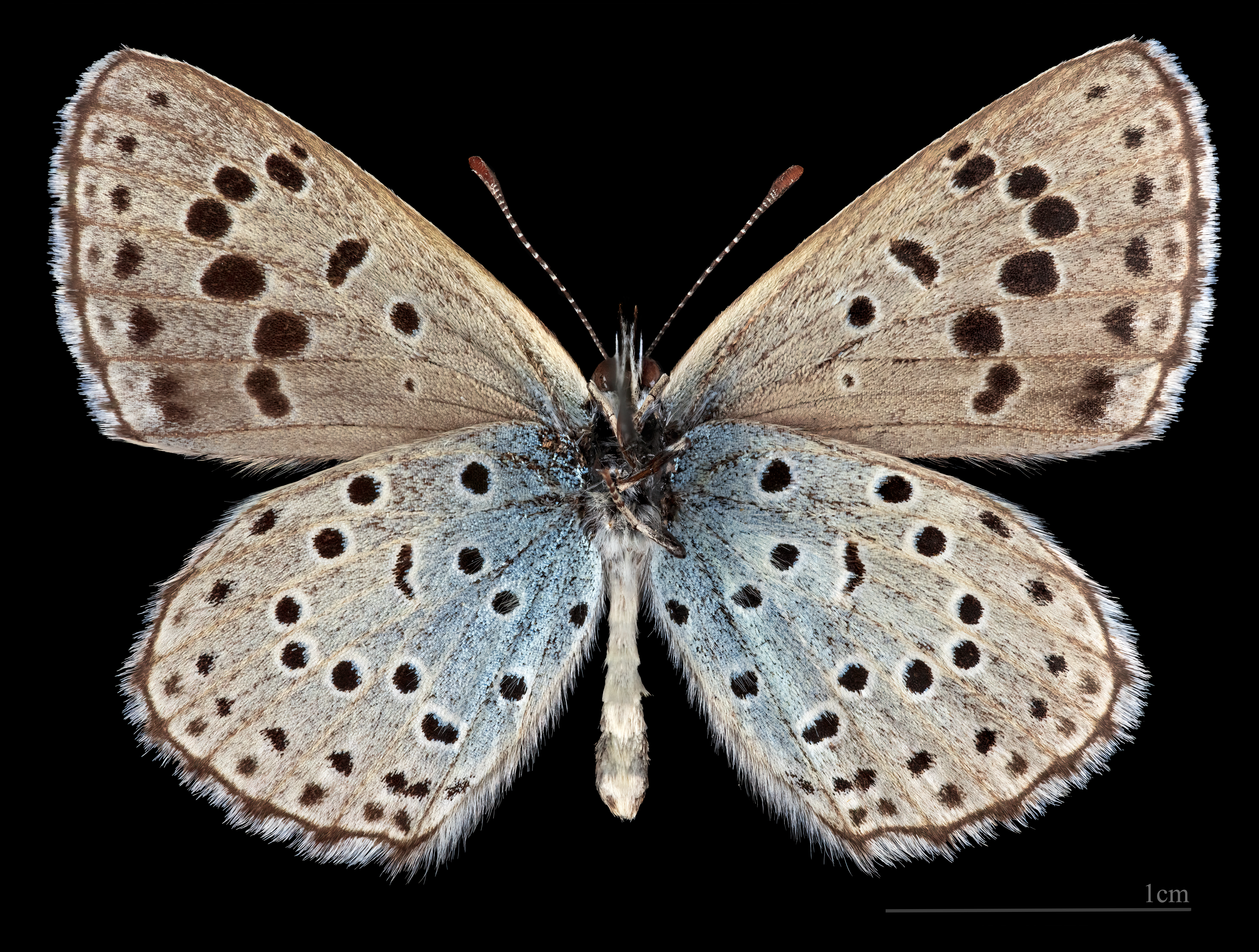
Phengaris arion ♂  △

Szárnyait széles fekete sáv szegélyezi. Felszíni foltjaik mérete, formája igen változatos, általában megnyúlt tojás alakúak, de van mikor egészen apró foltocskák.
A nőstény lepkéken többnyire nagyobbak, majdnem összeérnek.
A szárny fonák oldalának alapszíne a világos fehérestől, a sárgásszürkétől, egészen a sötét barnásszürkéig változhat, töve csillogó, zöldeskék színű.  A fonák rajzolata alapján többnyire egyszerű meghatározni ezt a fajt.

## Tápnövényei
Kakukkfű félék, közönséges szurokfű.

## Szaporodása
A nőstény lepkék petéiket tápnövényeik virágaira, hajtásaira helyezik. A kikelt hernyók főként a fejlődő magokat, ritkábban a pollent vagy a növény lágyszöveteit fogyasztják. A nőstény csak a kakukkfű- és szurokfűfélékre petézik, mert a hernyók nem esznek más növényt.
A fejlődő hernyók a kisebb testvéreiket megeszik, hogy több élelemhez jussanak, valamint később nagyobb eséllyel találjanak hangyagazdát maguknak. 
Néhány hét táplálkozás után, június második fele környékén a hernyó kibújik, vagy kirágja magát a virágból és a földre esik.  
Ekkor még csupán néhány milliméter hosszúságúak és néhány gramm tömegűek, 
mégis ez a fejlődési ciklusuk legveszélyesebb és legsorsdöntőbb része, mert a ragadozók is könnyen zsákmányul tudják ejteni ilyenkor őket, valamint nagyon fontos, hogy legyenek a közelben potenciális hangyagazda fajok, akik rövid időn belül rátalálva, beviszik őket a hangyabolyba, különben elpusztulnak.
Potenciális hangyagazda fajai a Myrmica scabrinodis, Myrmica sabuleti, Myrmica schencki, Myrmica specioides. Ezek közül a leggyakoribb a Myrmica scabrinodis (94%). A hangyákat mézmirigyeikből kiválasztott édes nedvvel vonzzák oda.   
Ha szerencséjük van és a megfelelő fajú hangyák rájuk találnak, jellegzetes rituálé után, becipelik a hangyabolyba.
A nagyobb és külsőleg is teljesen különböző hernyó kémiai anyagok kibocsátásával gondoskodik arról, hogy ne tekintsék ellenségnek és ne pusztítsák el, sőt a hangyák még etetik is őket, bár táplálékának jelentős részét a hangyatojások és a hangyalárvák teszik ki, amiből akár 500 darabot is megehet, míg a bolyban van. 
A hernyó életciklusa legnagyobb részét, 9 hónapot, augusztustól májusig tölti itt, valamint testtömeg gyarapodásának 98-99%-át is itt éri el. Itt bábozódik be, telel át, és a következő évben itt kel ki a kifejlett lepke is. A bábból kikelő lepkére ismét veszély vár, mert az eddig védelemül szolgáló anyag már nem termelődik a kifejlett lepkén, ezért a lehető legrövidebb időn belül ki kell menekülnie a bolyból különben ellenségként érzékelve a hangyák elpusztítják.
A felnőtt lepkék körülbelül öt napig élnek.
A túlélésüket befolyásoló tényezők eltérőek lehetnek, ezek esélyei életkoruk növekedésével csökken. A nemek között nem figyelhető meg számottevő életkor különbség.

## Hasonló fajok
Könnyen meghatározható fajok közé tartozik. Jellegzetes habitusuk, élőhelyük, életmódjuk miatt nehéz más fajjal összetéveszteni.
Magyarországon nincs hozzá hasonló faj.

## Védelme
Életben maradása, megóvása nagyon nehéz, mert élete szorosan összefügg környezetétől, tápnövényeitől, szaporodása pedig meghatározott fajta hangyáktól.
A hangyákkal való kapcsolatát már régen megfigyelték a természetvédők, viszont speciális hangyafajtól való függését, csak az 1970-es évek vége felé fedezte fel Jeremy Thomas.
Szokatlan életciklusának nagy ára van, mert bármilyen apró változás képes a lepke pusztulását okozni. Ha őket védeni akarjuk, védeni kellene a hangyagazdáit, a tápnövényeit, melyek egyike sem védett külön-külön, ezért a védelmük egyedüli megoldása, ha élőhelyüket helyezzük védelem alá.
Számuk világszerte csökken, globálisan veszélyben vannak.
A még megmaradt kisméretű populációi is a kihalás szélén állnak, ennek fő oka az élőhelyének elvesztése, ami vagy a mértéktelen legeltetés, vagy a legeltetés teljes hiánya miatt kialakult bozótlás.

### Magyarországi védelme
Magyarország számos sziklagyepein dolgoznak önkéntesek, ahol a bozótost irtva egyre nagyobb területeket tisztítanak meg, hogy biztosítsák a megfelelő életteret a védett fajok számára.
Számos új területet nyilvánítanak védetté. A kisgyőri résznek a Bükki Nemzeti Parkhoz való csatolásán kívül, mintegy 280 hektáros rész lett természetvédelmi terület, a Tardtól északra lévő (Bála-völgy, Meggyes-oldal) gyepterületein. Ez a terület közvetlenül érintkezik a park fokozottan védett Kő-völgyi területéhez.

### Feketekereskedelme
Ritkasága, szépsége miatt a gyűjtők egyik kedvence. A fekete piacon egy-egy példányáért akár 300 fontot is adnak.

### Törvényi szigorítás
A védett állatok megóvása érdekében és a védett élőlények fekete kereskedelmének megfékezésére Nagy-Britanniában egyedülálló ítéletet hoztak. Korábban még sosem emeltek vádat rovar megölése miatt. Két nagyfoltú hangyaboglárka begyűjtéséért és elpusztításáért hat hónap felfüggesztett börtönbüntetésre, 250 óra közmunkára, 300 font perköltségre ítéltek egy férfit. 
A szigorításra azért került sor, mert a szigetországból 1979-re teljesen kipusztult hangyaboglárkát csak nagy erőfeszítések árán sikerült Svédországból hozott példányokkal újratelepíteni és ma is rendkívül ritkának számít.

### Védelmére hozott rendeletek
- IUCN: NT
- Berni Egyezmény: II. függelék
- Élőhelyvédelmi Irányelv: IV. függelék
- Sürgősségi kormányrendelet: OUG 57/2007[18]
- Védetté nyilvánítás éve: 1993[1]